# Nagymányok megállóhely
Nagymányok megállóhely egy Tolna vármegyei vasúti megállóhely Nagymányok városában, a MÁV üzemeltetésében.
A település központi részén helyezkedik el, a 6534-es út közelében, közúti elérését egy abból kiágazó önkormányzati út biztosítja.

## Vasútvonalak
A megállóhelyet az alábbi vasútvonalak érintik:
- Dombóvár–Bátaszék-vasútvonal

## Kapcsolódó állomások
A megállóhelyhez az alábbi állomások vannak a legközelebb:
- Váralja megállóhely (Dombóvár–Bátaszék-vasútvonal)
- Hidas-Bonyhád vasútállomás (Dombóvár–Bátaszék-vasútvonal)

## Forgalom
| Járat        | Útvonal | Gyakoriság   |
| ------------ | --- | ------------ |
| személyvonat | Dombóvár – Csikóstőttős – Mágocs-Alsómocsolád – Szalatnak – Szászvár – Máza-Szászvár – Váralja – Nagymányok – Hidas-Bonyhád – Cikó – Mőcsény – Mórágy – Bátaszék – Alsónyék – Pörböly – Baja-Dunafürdő – Baja | Napi 5-6 pár |